# Seto

Seto (瀬戸市 Seto-shi?) este un municipiu din Japonia, prefectura Aichi.